# 닉 매크로리
니컬러스 몽고메리 매크로리(Nicholas Montgomery McCrory, 1991년 8월 9일 ~ )는 미국의 다이빙 선수이다.